# EBNA1BP2
EBNA1BP2‏ (EBNA1 binding protein 2) هوَ بروتين يُشَفر بواسطة جين EBNA1BP2 في الإنسان.